# Weldy Olson
Weldon Howard Olson, detto Weldy (Marquette, 12 novembre 1932 – Findlay, 13 maggio 2023), è stato un hockeista su ghiaccio statunitense.

## Palmarès

### Olimpiadi invernali
- 2 medaglie:
  - 1 oro (Squaw Valley 1960)
  - 1 argento (Cortina d'Ampezzo 1956)